# Sinas (kráter)

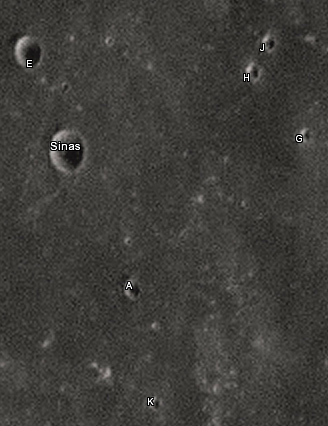
Poloha kráteru Sinas

Sinas je impaktní kráter ve tvaru misky o průměru 12,4 km nacházející se blízko středu Mare Tranquillitatis (Moře klidu) na přivrácené straně Měsíce. Okolní terén je poměrně fádní, nedaleko na severozápadě leží satelitní kráter Sinas E a jihovýchodně lávou zatopený Aryabhata. Východně se nalézá zlom Rupes Cauchy.

## Název
Je pojmenován podle řeckého diplomata a mecenáše astronomů Simona Sinase.

## Satelitní krátery
V okolí kráteru se nachází několik dalších kráterů. Ty byly označeny podle zavedených zvyklostí jménem hlavního kráteru a velkým písmenem abecedy.
| Sinas | Sel. šířka | Sel. délka | Průměr |
| ----- | ---------- | ---------- | ------ |
| A     | 7.8° S     | 32.6° V    | 6 km   |
| E     | 9.7° S     | 31.0° V    | 9 km   |
| G     | 9.6° S     | 34.3° V    | 5 km   |
| H     | 10.0° S    | 33.5° V    | 6 km   |
| J     | 10.3° S    | 33.7° V    | 6 km   |
| K     | 6.8° S     | 33.1° V    | 5 km   |